# Disporum smilacinum
Disporum smilacinum là một loài thực vật có hoa trong họ Măng tây. Loài này được A.Gray mô tả khoa học đầu tiên năm 1857.

## Hình ảnh

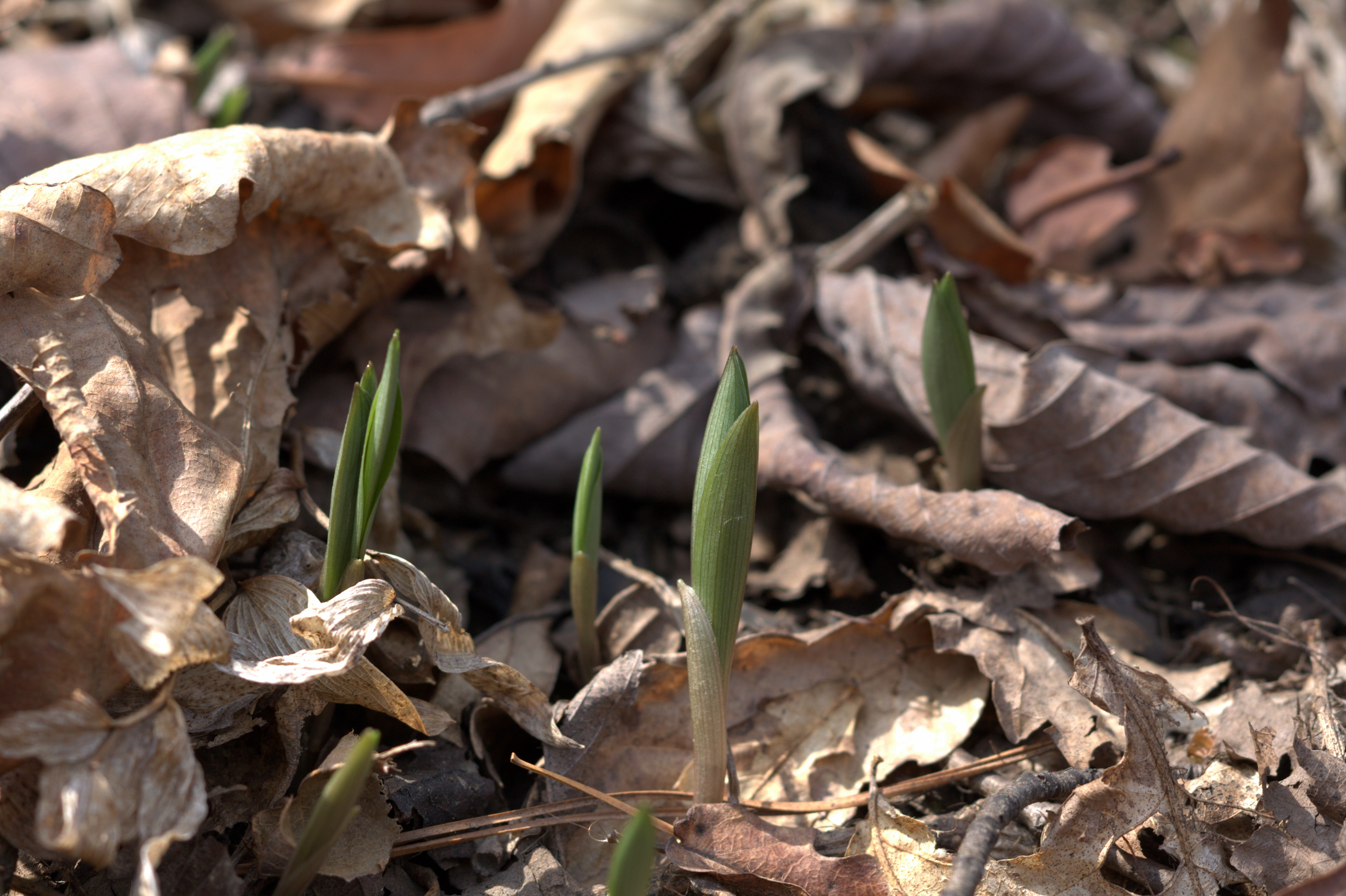
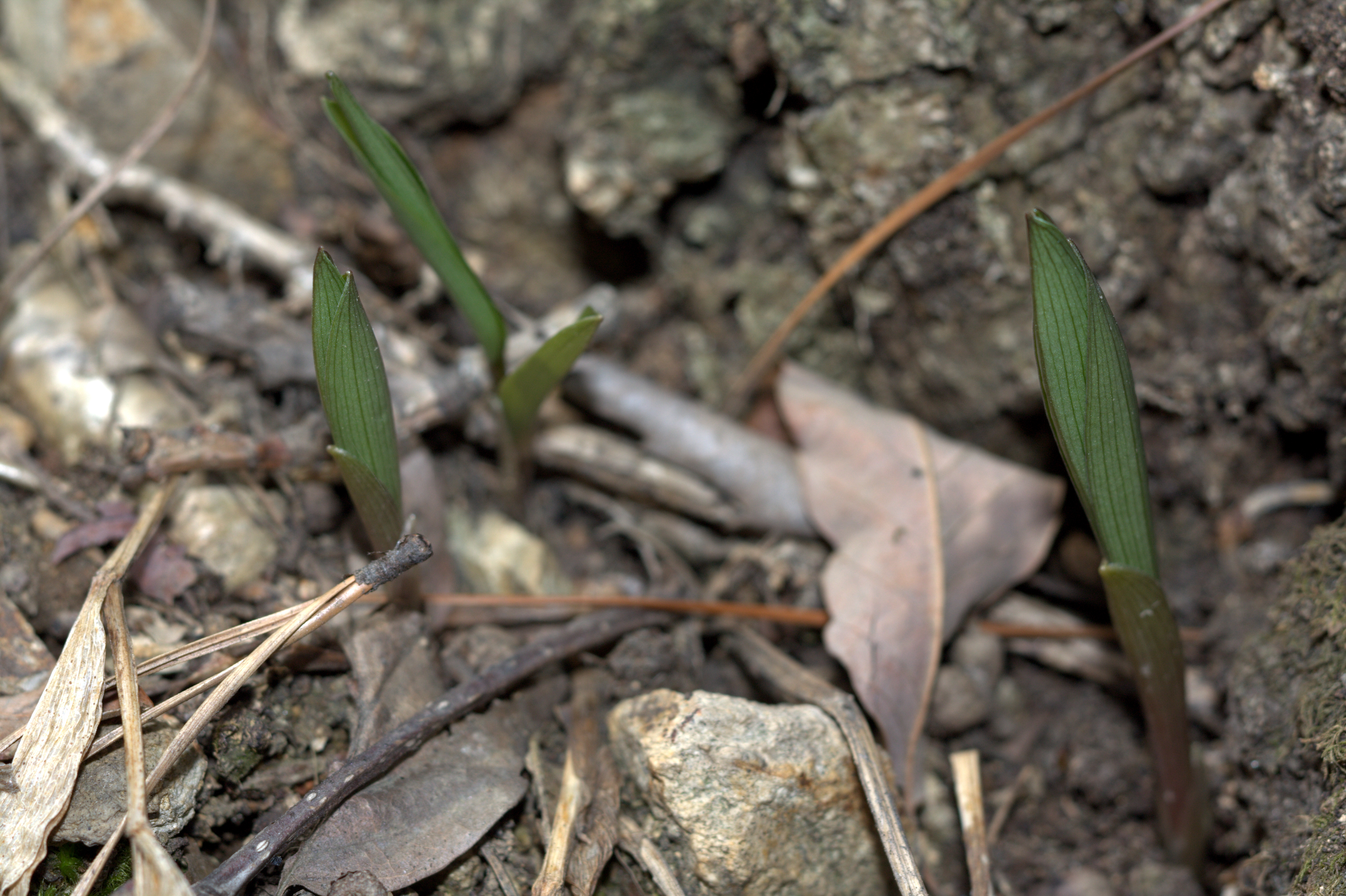
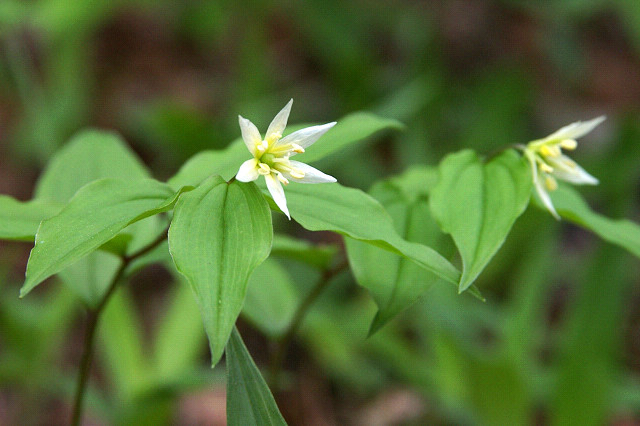
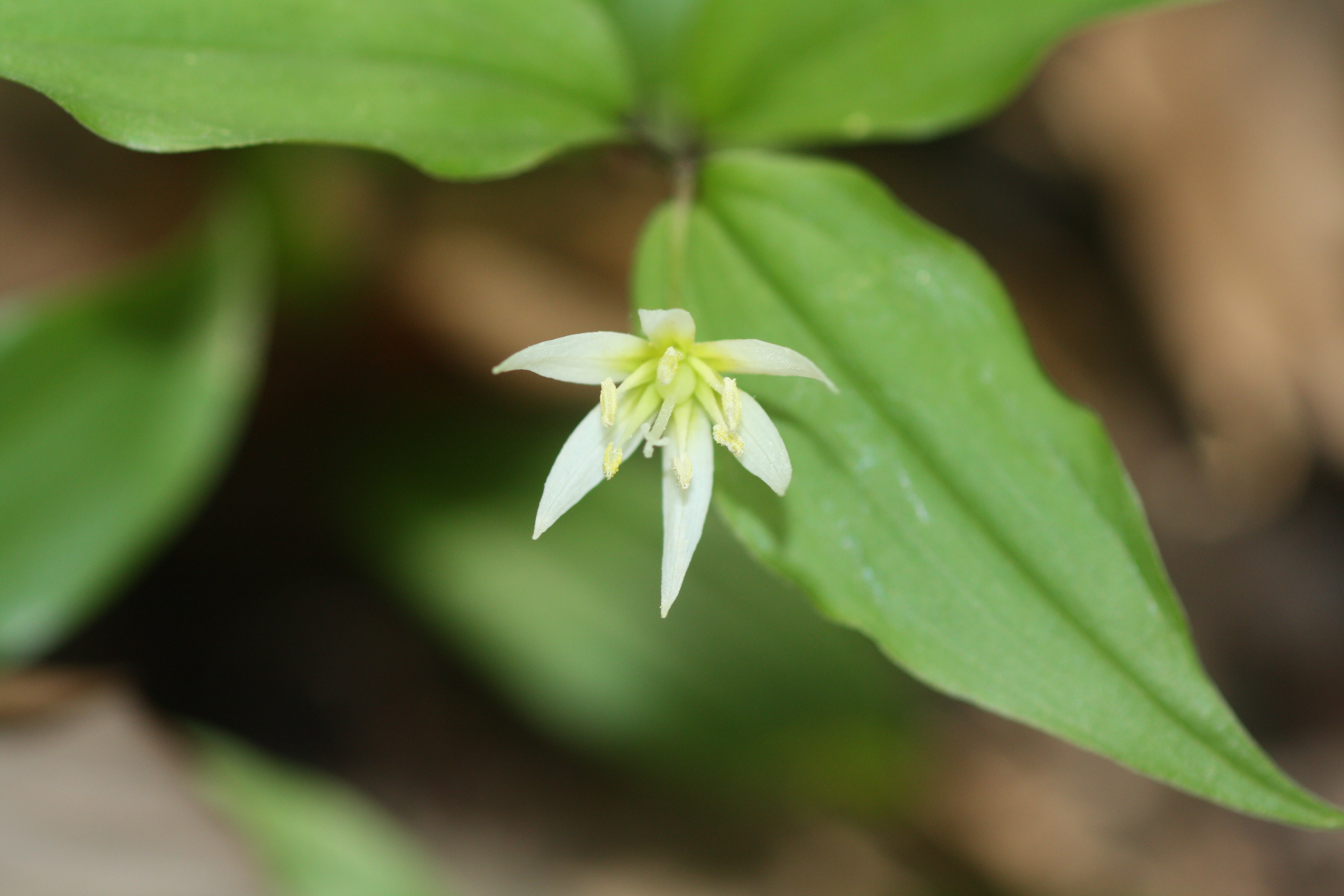